# Steve Breheny
Stephen Breheny, detto Steve (Melbourne, 21 giugno 1954), è un allenatore di pallacanestro ed ex cestista australiano.

## Carriera
Con l'Australia ha disputato i Giochi olimpici di Mosca 1980 e i Campionati mondiali del 1982.